# Dina Awierina
Dina Aleksiejewna Awierina (ros. Дина Алексеевна Аверина; ur. 13 sierpnia 1998 r. w Zawołżje) – rosyjska gimnastyczka artystyczna, reprezentantka Rosji, Zasłużony Mistrz Sportu,  czterokrotna medalistka World Games, trzynastokrotna mistrzyni świata, pięciokrotna medalistka igrzysk europejskich, sześciokrotna mistrzyni Europy, absolutna Mistrzyni Rosji.
Jest siostrą bliźniaczką Ariny, która również jest gimnastyczką artystyczną oraz młodszą siostrą Poliny Awieriny. Rodzice to Aleksiej i Ksenia.

## Kariera

### Początki
W wieku 4 lat zaczęła uprawiać gimnastykę artystyczną. Pierwszą trenerką Diny i Ariny była Łarisa Biełowa. Starsza z sióstr Polina również zajmowała się gimnastyką, jednak zrezygnowała uprawianie sportu, aby intensywnie zająć się szkoleniem.
Od września 2011 roku zaczęła trenować w szkoleniowo-treningowyn centrum „Nowogorsk“, a po zakończeniu zawodów „Junyj Gimnast“ i treningowych zgrupowań w Chorwacji siostry Awieriny zaczęły trenować w Centrum Przygotowań Olimpijskich u trenera Wiery Szatalinoj.

### 2014
W 2014 roku siostry wzięły udział w mistrzostwach Moskwy, gdzie Dina zdobyła złoto, a Arina zajęła drugie miejsce. Po tych zawodach dziewczęta wzięły udział w Grand Prix Cholon. Na zawodach siostry zamienili się miejscami: Arina wygrała, pokonując siostrę na 0,009 punktu. Na World Cup 2014 w Lizbonie Dina po raz pierwszy znalazła się w pierwszej trójce zwycięzców na etapie Pucharu Świata: w wieloboju i ćwiczeniach ze wstążką była trzecia i zdobyła srebro z parą maczug.
Na mistrzostwach Rosji w 2014 roku w Penzie Dina zdobyła dwa złota – w ćwiczeniach ze wstążką i wieloboju (podzieliła się z siostrą) i srebro w układzie z obręczą.
Na etapie Spartakiady w mieście Ramienskoje zajęła drugie miejsce. Na Luxembourg Trophy 2014 zajęła pierwsze miejsce w wieloboju i zdobyła złoto w ćwiczeniach z obręczą i wstążką.
Po tych zawodów Dina i Arina weszły w skład reprezentacji Rosji w gimnastyce artystycznej, przedstawiając Priwolzhskij Okręg Federalny i Moskwy.

### 2015–2019
W 2015 roku na etapie Grand Prix w Moskwie zajęła piąte miejsce. Na mistrzostwach Rosji zdobyła brązowy medal, ustępując siostrze Arinie i Janie Kudriwcewej. W drużynowym wieloboju zajęła jednocześnie pierwsze i drugie miejsce, tak jak występowała za dwa federalnych powiatu. Również ona stała się właścicielem złota w ćwiczeniach z piłką i srebra – w zawodach z obręczą. Na międzynarodowym turnieju w Korbej-Jesone zajęła drugie miejsce w ćwiczeniach z piłką i obręczą i pierwsze – ze wstążką, dzieląc go z Ariną. Na etapie Pucharu Świata w Budapeszcie zwyciężyła we wszystkich rodzajach, oprócz wstążki.
Na mistrzostwach Rosji w 2016 roku ponownie zdobyła brązowy medaal. Etap Pucharu Świata w Berlinie przyniósł jej trzy złote medale: w wieloboju i ćwiczeniach z piłką i wstążką. Na turnieju w Litwie była pierwsza. Na ostatnim etapie Grand Prix w Jejlate zdobyła dwa srebra: w wieloboju i zawodzie z piłką. Na etapie Pucharu świata w Espoo zdobyła srebro w ćwiczeniach z piłką. Zespół Diny na klubowych mistrzostwach świata był trzeci, jednak sama dziewczyna pokazała najlepszy występ ze wstążką na pierwszym etapie, a z piłką – na drugim. Na etapie Grand prix w Moskwie razem z siostrą otrzymała nagrodę za artyzm od Aliny Kabajewej
Sezon 2017 roku rozpoczął się dla Diny od triumfu w wieloboju na etapie Grand Prix w Moskwie, gdzie udało się jej wyprzedzić aktualną mistrzynię świata Aleksandrę Sołdatową. Ponadto zdobyła trzy złota (obręcz, maczugi i wstążka) i srebrny (piłka). Po tym stała się absolutną mistrzynią Rosji. Na etapie Grand Prix w Thiey zdobyła cztery złote medale (wielobój, obręcz, piłka, maczugi), w ćwiczeniach z wstążką przegrała tylko Juliją Brawikową. Etap Pucharu Świata w Pesaro przyniósł Dinie trzy złota (piłka, maczugi, wstążka) i dwa srebra (wielobój, obręcz). W Taszkiencie stała się pierwszą w wieloboju i ćwiczeniach z maczugami, w pozostałych trzech układach była druga, przegrywając z siostrą. Mistrzostwa Europy ostatecznie umocniły siostry Awieriny w statusie liderów reprezentacji Rosji: Dina wzięła trzy złota – w wieloboju, układach z obręczą i wstążką. Grand Prix Holon przyniósł gimnastyczce złoto i dwa srebra, a na World Games 2017 we Wrocławiu została mistrzynią w układach z maczugami i srebrną medalistą z piłką, wstążką i obręczą. Na World Challenge Cup w Kazaniu zdobyła trzy złote (wieloboj, obręcz, maczugi) i dwa srebrne (piłka, wstążka) medale.
Na pierwszym w karierze Diny mistrzostwa świata zdobyła złoto w ćwiczeniach z obręczą i maczugami i srebrno w układach z piłką i wstążką.
Mistrzostwa Świata 2018 w Sofii zakończyły się triumfem rosyjskiej zawodniczki. Złoty medal Dina otrzymała w wieloboju, potwierdzając swój status absolutnej mistrzyni świata, wygrała finał z obręczą, piłką i maczugami. W składzie reprezentacji Rosji również zdobyła złoto w drużynowym wieloboju.
Brała udział w show „Aleksiej Nemow i legendy sportu“ ze swoim programem z obręczą, a także brała udział z siostrą w „Alina 2016“. W show „Bez ubezpieczenia“ razem z siostrą wykonali występ „Bliźniaki“.
Na koniec 2018 roku Dina Awierina stała się posiadaczką tytułu „Zawodniczka roku“.
W maju 2019 roku zdobyła trzy złote medale mistrzostw Europy rozegranych w Baku. Najlepsza okazała się w układach z obręczą i ze wstążką. Ponadto wygrała również klasyfikację drużynową z reprezentacją Rosji, zdobywając trzecie złoto na tych zawodach. Do tego dorzuciła srebrny medal w układzie z maczugami, przegrywając ze swoją siostrą, Ariną. W czerwcu zdobyła trzy złote medale podczas igrzysk europejskich w Mińsku w układzie z obręczą, układzie ze wstążką oraz wieloboju. Srebro zdobyła w układzie z maczugami, zaś brąz – w układzie z piłką. We wrześniu została pięciokrotną mistrzynią świata w Baku. Najlepsza była w układzie z piłką, maczugami i wstążką oraz w rywalizacji wieloboju. W klasyfikacji drużynowej również zajęła pierwsze miejsce. Brązowy medal przypadł w układzie z obręczą.

## Wywiady
- «Мы конкурируем только сами с собой, а не друг с другом»: Дина и Арина Аверины (ang.)
- Faces of Gymnastics: Arina and Dina Averina are Russia’s pair of aces (ang.)
- Арина и Дина Аверины - юные звёздочки из Заволжья.. r-gymnastics.com. [zarchiwizowane z tego adresu (2019-03-21)]. (ang.).